# 대한민국의 창조과학
이 문서는 대한민국의 창조과학을 다룬다.

## 역사
대한민국에서는 1980년대에 들어와 진화론에 대한 문제점을 밝히기 위해 기독교인 과학기술자 및 일반인들 중심으로 한국창조과학회의 설립과 함께 본격적인 창조과학 운동이 시작되었다. 그러나 동시에 지질학, 천문학, 생물학 분야의 전문가들로부터 유사과학적이라는 비판과 더불어 정치적 종교활동이라는 비판도 이루어졌다.
2009년에는 한국창조과학회에서 교과서에서 창조과학을 삽입해야 한다는 내용의 헌법소원을 내는 등 정치적 압력을 시도하였다. 또한 한국진화론실상연구회(회장 김기환 장로)와 같은 반(反)진화학 단체를 설립해 진화론을 거짓이라고 주장하며 초ᆞ중등과정의 교과서에서 진화론을 제거하고 지적 설계론과 창조과학을 넣어야 한다고 주장하였다. 그 결과 오히려 삭제되지 않고 결과적으로 최신 학설로 개정되긴 했지만, 일시적으로나마 교과서에서 진화의 증거로 인용되는 시조새 및 말의 진화 관련 일부 항목을 삭제하는 등의 사회적 문제인 교과서 진화론 삭제 사건이 발생했다.
2017년, 한국창조과학회의 이사로 활동하는 박성진이 장관 후보가 되면서 창조과학은 반과학이라고 주장하는 자들에 후보에 대한 비판이 이어졌다. 2017년 9월, 인사청문회에서는 부적격 보고서를 채택했다. 창조과학회 활동, 부동산 다운계약서 탈세, 주식 무상 증여 등이 논란이 되자 2017년 9월 15일, 자진해서 사퇴했다.
2020년, 서울신학대학교에서 창조과학을 석사과정에 포함시켰다.
2021년 5월에는 합동신학대학원대학교에서 창조과학을 통해 성경을 변증하는 센터인 '성경적변증센터'의 설립을 발표했다.

### 내용주
1. ↑  초대회장: 김영길 전 한동대 총장, 재료공학박사

### 참조주
1. ↑  “An Index to Creationist Claims”. 2022년 5월 17일에 확인함.
2. ↑  창조론자들의 주장 및 이에 대한 간단한 반론 모음집
3. ↑  “개혁신학에서 본 진화 창조론: 우종학, 『무신론 기자, 크리스천 과학자에게 따지다』를 중심으로”. 《개혁논총》 41: 9–46. 2017.
4. ↑  ““진화만 가르치는 교과서는 위헌”… 창조과학회, 헌법소원 낸다-국민일보 2009년 5월 19일자,유영대 기자”. 2011년 11월 1일에 원본 문서에서 보존된 문서. 2009년 7월 22일에 확인함.
5. ↑  한진연, “국정교과서 진화론 퇴출 위한 연구와 홍보 필요” 아폴로기아 6월 11일자
6. ↑  “Science wins over creationism in South Korea”. Nature.
7. ↑  “시조새 논란 교과서 직접 비교해보니…‘교진추’, 너무 흥분했네”. 한겨레.
8. ↑  “South Korea surrenders to creationist demands”. Nature.
9. ↑  “South Korean Textbooks Reject Evolution”. Time.
10. ↑  “박성진 중기부 장관 후보자 자진사퇴…"국회 존중해 결정"”. 《연합뉴스》. 2017년 9월 15일.
11. ↑  “사이비과학 강의.”. 성경 과학 연구강의라는 제목하에 창조과학으로 대표되는 사이비과학 주장들을 담고 있는 내용을 강의로 만들었다.
12. ↑  “신학·과학 공동연구, '성경적변증센터' 설립”. 2021년 5월 20일. 2023년 11월 22일에 확인함.